# Христос Манос
Христос Манос (на гръцки: Χρήστος Μάνος) е гръцки търговец от XVIII век, основател на големия род Христомани.

## Биография
Христос Манос е роден в 1737 година в кайлярското село Катраница, тогава в Османската империя, в търговско семейство. Установява се в Мелник, където се занимава с търговия и придобива голямо състояние. Живее известно време в Негуш, където в 1775 година се ражда синът му Александрос (1775-1848). На следващата година е в Ниш. По-късно през 1795 г. се мести с втория си син Емануил във Виена, където премества от Мелник центъра на бизнеса си. Във Виена се свързва с революционера Ригас Фереос и влиза в кръга на студенти и търговци, които го следват. Във Виена работи със сятищанина Михаил Цумброс. След смъртта му синовете му Анастасиос и Емануил поемат компанията и сменят фамилията си на Христоманос.